# NGC 6085
NGC 6085 é uma galáxia espiral (Sa) localizada na direcção da constelação de Corona Borealis. Possui uma declinação de +29° 21' 56" e uma ascensão recta de 16 horas, 12 minutos e 35,1 segundos.
A galáxia NGC 6085 foi descoberta em 2 de Julho de 1864 por Albert Marth.